# Giuseppe D'Ascenzo
Giuseppe D'Ascenzo (Cheren, 24 novembre 1937 – Roma, 13 maggio 2024) è stato un chimico italiano.

## Biografia
Nato a Cheren in Eritrea da genitori italiani, giunse in Italia nel 1949 ed effettuò gli studi superiori a Roma laureandosi poi in chimica con 110 e lode all'Università "La Sapienza". Cominciò la sua carriera accademica come assistente all'Istituto di Chimica Analitica e nel 1969 vinse la borsa di studio della NATO che lo portò all'Università di Houston, in Texas, dove si specializzò in una tecnica innovativa. Tornato l'anno successivo a Roma, riprese il suo incarico precedente di assistente ordinario e ottenne quindi la docenza in Chimica Analitica. Vinse nel 1979 il concorso per la cattedra di Chimica Analitica e venne chiamato all'Università di Camerino, dove nel 1980 fu nominato presidente del Consiglio del Corso di Laurea in Chimica.
Tornò nuovamente all'Università "La Sapienza" nel 1986 per ricoprire la cattedra di Analisi Chimica Applicata e nel novembre 1988 venne eletto direttore del Dipartimento di Chimica: in tale veste si impegnò a creare il Collegio dei Direttori di Dipartimento, l'organismo accademico rappresentante il punto d'incontro tra i vari dipartimenti. Dal novembre 1994 fu preside della Facoltà di Scienze Matematiche, Fisiche e Naturali, fino a quando venne eletto rettore nel novembre del 1997. L'incarico fu riconfermato fino al 2004, anno in cui egli passò il testimone a Renato Guarini. Fu membro di numerose società scientifiche nazionali e internazionali, nonché autore di oltre 150 pubblicazioni.